# Орлов Володимир Митрофанович
Володимир Митрофанович Орлов (15 липня (3 липня за старим стилем) 1895, Херсон, Російська імперія — 28 липня 1938) — радянський військово-морський діяч, Командувач Морськими силами Чорного моря, начальник Морських сил РККА, флагман флоту 1-го рангу (20 листопада 1935 рік). Член Реввійськради СРСР, член Військової ради при наркомі оборони СРСР.

## Біографія
Народився в Херсоні в родині директора гімназії. Навчався на юридичному факультеті Санкт-Петербурзького державного університету, але не закінчив. В 1916 році покликаний на Балтійський флот, закінчив школу мічманів (1917 рік). У 1917—1918 роках — вахтовий начальник крейсера «Богатир». В 1918 році вступив в ВКП (б). У 1918—1920 роках начальник політвідділу Балтійського флоту, брав участь в боях проти військ Юденича.
У 1920—1921 роках заступник начальника Головного політичного управління водного транспорту, керував його відновленням. З грудня 1921 року — помічник начальника Політуправління Реввійськради (РВС) по морській частині і начальник Морського відділу Республіки. З березня 1923 року — начальник і комісар військово-морських навчальних закладів.

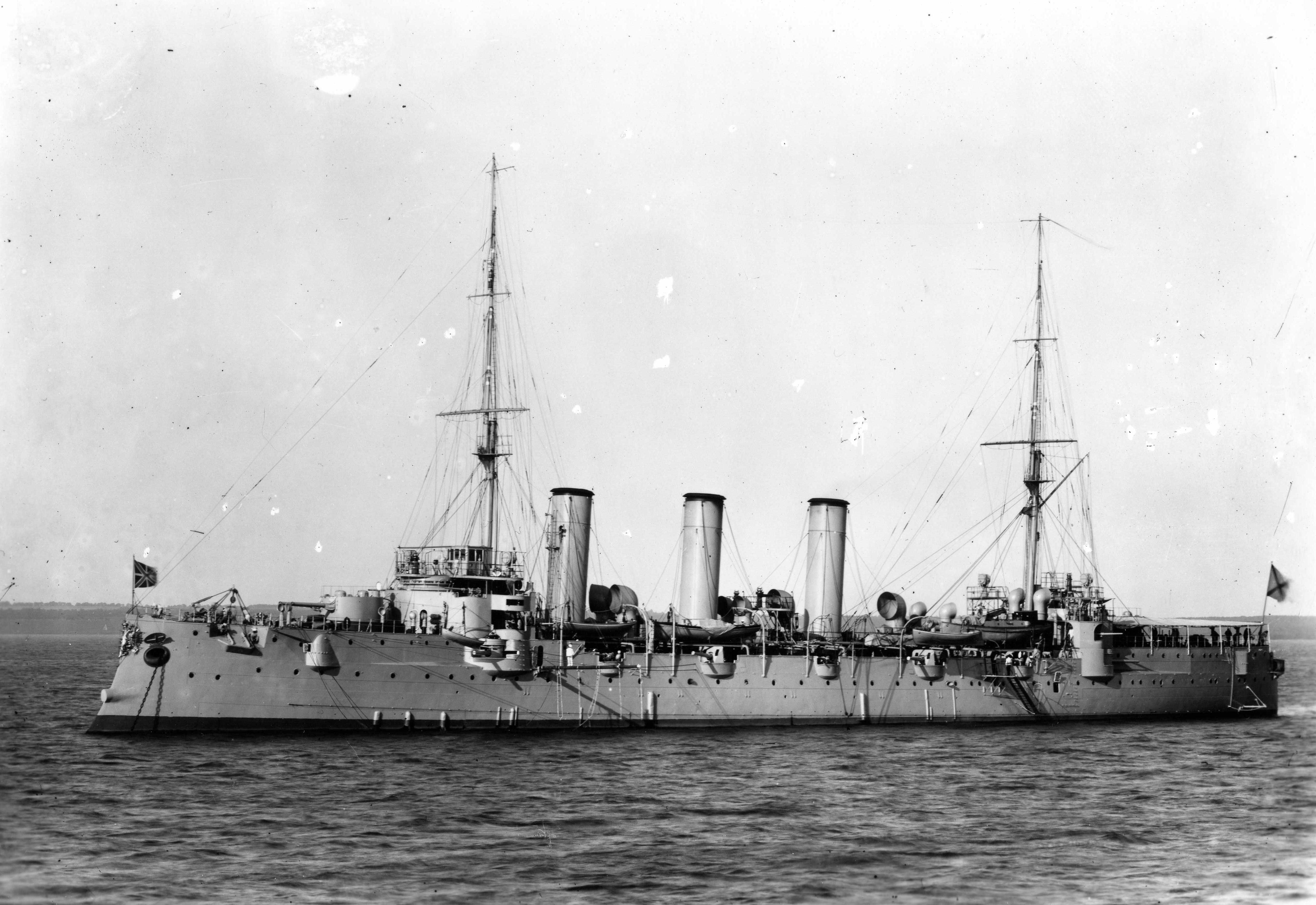
Крейсер Богатир, на якому Орлов ходив в 1917—1918 рр.

З жовтня 1926 по червень 1931 року — командувач морськими силами Чорного моря.
З липня 1931 року — начальник Морських сил РККА. У 1931—1934 роках член РВС СРСР. З 27 січня 1937 року одночасно заступник наркома оборони СРСР по морським силам.
10 липня 1937 заарештований. 28 липня 1938 року засуджений до смертної кари. Розстріляний.
Реабілітований в 1956 році.

## Нагороди
- Орден Червоного Прапора (23.02.1928[2])
- Орден Червоної Зірки (1935)